# Pukkanó dudafürt
A pukkanó dudafürt (Colutea arborescens) a hüvelyesek (Fabales) rendjébe, ezen belül a pillangósvirágúak (Fabaceae) családjába tartozó növényfaj. Díszcserjeként is ültetik.
Nemzetségének a típusfaja.

## Előfordulása
Őshazája Nyugat-, Dél- és Közép-Európa. Az ember betelepítette sok más térségbe is. Magyarországon, ahol őshonos szubmediterrán jellegű faj, mészkedvelő tölgyesekben, bokorerdőkben, löszpusztagyepekben fordul elő. Érdekes állománya van a pomázi Kőhegyen olyan szempontból, hogy ott a magyar boglárka (Iolana iolas) nevű, legnagyobb termetű hazai előfordulású boglárkalepke hernyójának kizárólagos tápnövénye. Ezért sem szabad a magházakat pukkantgatni, mert ezzel elpusztíthatjuk a termésben fejlődő ritka pillangó hernyóját. Magyarországon többek közt a Cserhátban fordul elő, valamint a Mátrában is megtalálhatóak állományai.

## Alfajai
- Colutea arborescens subsp. gallica Browicz
- Colutea arborescens subsp. hispanica (Talavera & Arista) Mateo & M.B.Crespo

## Megjelenése

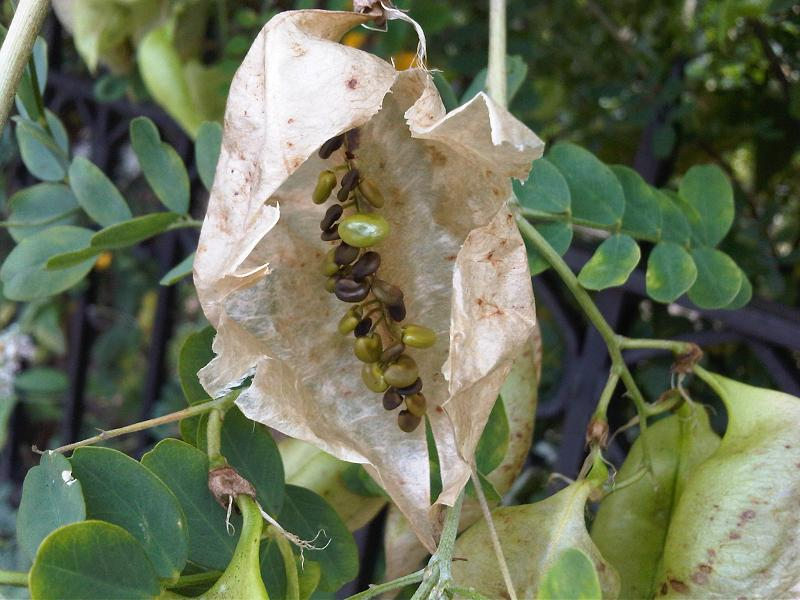
A pukkanó dudafürt pergamenszerű burka magokkal

1-4 méter magasra növő nyárizöld cserje. Levelei az akácéhoz hasonló elrendezésűek, szárnyasan összetettek 7-13 élénkzöld, széles, tojásdad, rövid nyelű levélkével. A levelek hónaljában májustól augusztusig nyíló, bókoló virágok felálló fürtvirágzatot alkotnak, a párta vörösesbarna csíkozású. Asztalosméhek, fadongók, poszméhek porozzák. Érés előtt felfújódó termései 6-8 magot tartalmazó, világosbarna, pergamenszerű burokban sorakoznak. A hosszú virágzási időszak miatt a virágok és a termések gyakran együtt fordulnak elő. A hüvelytermések egész télen a növényen maradhatnak. A magok kétféleképpen is terjedhetnek: ha a termés kiszárad, az erős szél kiszórja belőle a magvakat, és ejtőernyőszerűen szállnak tova, ha viharos szél hiányában a termés egészben hull a földre, a földön képes továbbgördülni.

## Hatóanyagai
A növény koluteasavat, flavonoidokat, keserűanyagokat tartalmaz – utóbbiak miatt egykor hashajtásra használták. A magok kanavanint, lektineket tartalmaznak. A dudafürt mérgező növény, különösen a magjai; hányást, hasmenést okozhat fogyasztása.

## Fordítás
- Ez a szócikk részben vagy egészben  a   Gelber Blasenstrauch című német Wikipédia-szócikk ezen változatának fordításán alapul.  Az eredeti cikk szerkesztőit annak laptörténete sorolja fel. Ez a jelzés csupán a megfogalmazás eredetét és a szerzői jogokat jelzi, nem szolgál a cikkben szereplő információk forrásmegjelöléseként.